# Ma vie dans la tienne
Ma vie dans la tienne là album phòng thu thứ 12 của nữ ca sĩ người Bỉ-Canada Lara Fabian. Album được phát hành vào ngày 6 tháng 11 năm 2015.

## Danh sách bài hát
Tất cả bài hát được sản xuất bởi David Gategno.
| STT | Nhan đề                   | Sáng tác                               | Thời lượng |
| --- | ------------------------- | -------------------------------------- | ---------- |
| 1.  | "Quand je ne chante pas"  | Lara Fabian David Gategno Élodie Hesme | 4:30       |
| 2.  | "Ma vie dans la tienne"   | Fabian Gategno Hesme                   | 4:45       |
| 3.  | "Le désamour"             | Fabian Gategno Hesme                   | 4:01       |
| 4.  | "S'il ne reste qu'un ami" | Fabian Gategno Hesme                   | 3:20       |
| 5.  | "Envie d'en rire"         | Fabian Gategno Hesme                   | 3:28       |
| 6.  | "Le cœur qui tremble"     | Gategno Hesme                          | 3:53       |
| 7.  | "Ton désir"               | Fabian Gategno Hesme                   | 4:39       |
| 8.  | "L'illusioniste"          | Fabian Gategno Hesme                   | 3.52       |
| 9.  | "Elle danse"              | Fabian Gategno Hesme                   | 3:36       |
| 10. | "Relève-toi"              | Fabian Gategno Hesme Fred Chateau      | 3:59       |
| 11. | "L'oubli"                 | Fabian Gategno Hesme                   | 4:44       |

## Xếp hạng và chứng nhận
| Bảng xếp hạng (2015–17)             | Vị trí cao nhất |
| ----------------------------------- | --------------- |
| Album Bỉ (Ultratop Vlaanderen)      | 44              |
| Album Bỉ (Ultratop Wallonie)        | 3               |
| Album Pháp (SNEP)                   | 4               |
| Album Thụy Sĩ (Schweizer Hitparade) | 14              |

| Bảng xếp hạng (2015)                  | Vị trí |
| ------------------------------------- | ------ |
| Bỉ (Ultratop Wallonia)                | 20     |
| Bỉ Belgian Albums (Ultratop Wallonia) | 2      |
| Pháp (SNEP)                           | 48     |
| Bảng xếp hạng (2016)                  | Vị trí |
| Bỉ (Ultratop Wallonia)                | 21     |
| Bỉ Belgian Albums (Ultratop Wallonia) | 4      |
| Pháp (SNEP)                           | 157    |

| Quốc gia                                 | Chứng nhận | Số đơn vị/doanh số chứng nhận |
| ---------------------------------------- | ---------- | ----------------------------- |
| Bỉ (BEA)                                 | Vàng       | 10.000*                       |
| Pháp (SNEP)                              | Bạch kim   | 100.000                       |
| * Chứng nhận dựa theo doanh số tiêu thụ. |            |                               |